# LS Возничего
LS Возничего (лат. LS Aurigae) — одиночная переменная звезда в созвездии Возничего на расстоянии (вычисленном из значения параллакса) приблизительно 19660 световых лет (около 6028 парсеков) от Солнца. Видимая звёздная величина звезды — от +15,9m до +13,3m.

## Характеристики
LS Возничего — красная пульсирующая переменная звезда, мирида (M) спектрального класса M. Эффективная температура — около 3295 К.